# Juri Soltanbekowitsch Gussow
Juri Soltanbekowitsch Gussow (russisch Юрий Солтанбекович Гусов; * 17. März 1940 in Ordschonikidse; † 2002) war ein sowjetischer Ringer ossetischer Abstammung.

## Werdegang
Uriy Gusov wuchs in Ossetien in der Sowjetunion auf. Ossetien war schon damals ein Zentrum des Ringersports in der UdSSR. Er begann in Ordschonikidse mit dem Ringen. Unter seinem Trainer K. Sumenow machte er schnell gute Fortschritte und gehörte ab Anfang der 1960er Jahre zu den besten sowjetischen Freistilringern in der Leichtgewichts- bzw. Weltergewichtsklasse. Nachdem er in die sowjetische Ringernationalmannschaft aufgenommen worden war, wurde er hauptsächlich vom früheren Weltmeister A. Jaltyrjan betreut.
Im Jahr 1967 wurde er erstmals sowjetischer Meister im Leichtgewicht. Diesen Titel gewann er insgesamt viermal, was bei der Stärke und Breite der sowjetischen Ringer als außergewöhnlich bezeichnet werden muss. Seinen Einstand bei einer internationalen Meisterschaft gab er bei der Europameisterschaft 1968 in Skopje mit einem zweiten Platz im Leichtgewicht. In seinen fünf Kämpfen blieb er ungeschlagen, rang gegen Enju Valtschew-Dimow aus Bulgarien ein Unentschieden und kam wegen des schlechteren Punkteverhältnisses aus den Vorkämpfen auf den zweiten Platz hinter Valtschew.
Bei den Olympischen Spielen des gleichen Jahres wurde ihm sein georgischer Landsmann Zarbeg Beriaschwili vorgezogen, mit dem er auch in den folgenden Jahren in harter Konkurrenz um die Startplätze für die internationalen Meisterschaften stand.
Bei der Europameisterschaft 1969 in Sofia gelang Gusow mit sechs überlegenen Siegen der Titelgewinn. Im Finale siegte er über Wolfgang Nitschke aus Leipzig. Seinen nächsten Einsatz bekam Juri Gusow bei den Weltmeisterschaften 1971 in Sofia. Er rechtfertigte dieses Vertrauen, denn er wurde Weltmeister, daran änderte auch eine Niederlage gegen den Japaner Yosuke Nagano nichts.
Zum Höhepunkt seiner Laufbahn sollten die Olympischen Spiele 1972 in München werden. Gusow gelang es aber nicht eine Medaille zu gewinnen. Nach zwei Siegen unterlag er gegen Adolf Seger aus der BRD und am nächsten Tag, dem 30. August, gegen Mansoor Barzegar aus dem Iran. und musste sich mit dem neunten Platz zufriedengeben. Nach diesem enttäuschenden Abschneiden wurde er von der sowjetischen Mannschaftsführung international nicht mehr eingesetzt.
Nach seiner aktiven Ringerlaufbahn wurde Gusow Trainer in Georgien.

## Erfolge

### Internationale Erfolge
(OS = Olympische Spiele, WM = Weltmeisterschaft, EM = Europameisterschaft, F = Freistil, Le = Leichtgewicht, We = Weltergewicht, damals bis 70 kg bzw. 74 kg Körpergewicht)
- 1968, 2. Platz, EM in Skopje, F, Le, mit Siegen über Marian Jarós, CSSR, Klaus Rost, BRD, Petre Poalelungi, Rumänien, Jan Karlsson, Schweden und einem Unentschieden gegen Enju Valtschew-Dimow, Bulgarien;

- 1969, 1. Platz, EM in Sofia, F, We, mit Siegen über Kemal Dagdevoren, Türkei, Robert Blaser, Schweiz, Benno Hartmann, Österreich, Ludovic Ambrus, Rumänien, Wolfgang Nitschke DDR und Adolf Seger, BRD;

- 1971, 1. Platz, WM in Sofia, F, We, mit Siegen über Josef Völc, CSSR, Nikifor Kuzmanow, Bulgarien, Nitschke und Mohammad Farhangdoust, Iran und trotz einer Niederlage gegen Yosuke Nagano, Japan;

- 1972, 9. Platz, OS in München, F, We, mit Siegen über Alfred Wurr, Kanada und Ludovic Ambrus und Niederlagen gegen Mansoor Barzegar, Iran und Adolf Seger, BRD

### Sowjetische Meisterschaften
Juri Gusow wurde sowjetischer Meister 1967 und 1968 im Leichtgewicht und 1969 und 1970 im Weltergewicht, jeweils im freien Stil.